# كأس بلجيكا 2008–09
كأس بلجيكا 2008–09 (بالفرنسية: Coupe de Belgique de football 2008-2009)‏ هو الموسم 55 من كأس بلجيكا. أشرف على تنظيمه الاتحاد الملكي البلجيكي لكرة القدم، وفاز فيه نادي جينك.